# Vángel Jenő
Vángel Jenő (Perkáta, 1864. április 16. – Budapest, 1917. december 29.) zoológus, tanár, bölcseleti doktor, egyetemi adjunktus, tanítóképző-intézeti igazgató.

## Élete
Vángel Károly és Veigl Etelka fia. Középiskoláit Budán végezte; majd a budapesti egyetemre iratkozott be, ahol a természet- és földrajzból a tanári alap- és szakvizsgákat letéve, 1886-ban az állat-, növény- és ásványtanból bölcseletdoktorrá avattatott. Ugyanazon év őszén az egyetemi állattani és összehasonlító boncolástani intézethez került első tanársegédnek. 1892-ben a szövet- és módszertanból magántanárrá habilitálták, és 1897-ben adjunktussá lépett elő. Margó Tivadar halála után 1896-ban az állattan és összehasonlító boncolástan helyettes tanárává nevezték ki az egyetemen. Saját költségén és állami ösztöndíjjal több ízben külföldön is járt; tanulmányozta Ausztria, Németország, Belgium és Németalföld nevezetesebb zoológiai intézeteit, múzeumait és zoológiai megfigyelő állomásait. 1886-ban a Rovartani lapok társszerkesztője volt.
Eleinte kivált lepkészettel foglalkozott, tanulmányainak befejeztével pedig szövettannal, összehasonlító boncolástannal, édesvizi gerinctelenekkel, nevezetesen a mohaállatokkal és szivacsokkal. A Balaton tudományos vizsgálatában részt véve, a szivacsokat, mohaállatokat, és gyűrűs férgeket dolgozta fel. 1899-ben a nyári időszakot Berlinben, illetőleg a helgolandi stáción töltötte zoológiai ismereteinek kibővítése céljából. 1900-ban a budai polgári iskolai tanárképző tanára, majd 1910-ben annak igazgatója lett. Tüdőgyulladásban hunyt el 1917-ben. Neje Freisinger Anna volt.
Cikkei, értekezései, melyek a Természettudományi Közlönyben (1888 óta) és más szaklapokban jelentek meg, többnyire német és francia kivonatban is megjelentek; a Természettudományi Társulat által kiadott: «A Magyar Birodalom állatvilága (Fauna regni Hungariae)» című munkában a szivacsokat és a mohaállatokat állította össze; az Athenaeum által kiadott Nagy Képes Természetrajzban (1899) az állattani részt, a Pallas Nagy Lexikonában a madár- és rovartani cikkeket írta.

## Munkái
- Mikroskopi módszertan, kiváló tekintettel a zoologiai és histologiai vizsgálatokra. Dr. Margó Tivadar egyetemi tanár utasításai szerint. Bpest, 1889.
- A kir. m. tud. egyetemi, állattani és összehasonlító boncztani intézet multja és jelen állapotja. Uo. 1891. (Különny. a M. Salonból).
- Az állatok konzerválása gyűjtemények számára, kiváló tekintettel a gerincztelen állatokra. 27 ábrával. Uo. 1892.
- Pap János, Természetrajz elemei. I. Állattan. Átdolgozta. 166 ábrával. Uo. 1895.
- Roth Samu, Az állattan alapvonalai. Középiskolák felső osztályai számára. Átdolgozta 315 ábrával. 4. javított kiadás. Uo. 1895 (Ruménül. Uo. 1898).
- Nagy képes természetrajz a hazai művelt közönség számára. Első rész állattan, kiváló tekintettel Magyarország állatvilágára, 24 tábla színes rajzzal és 476 szövegábrával. Uo. 1899.
- Válasz Méhely Lajos «Még egy hang a magyar zoologia érdekében» cz. füzetére. Uo. 1900.
- Válasz Dr. Szterényi Hugónak «Nagy Képes Természetrajz» cz. munkára írt ismertetésére. Uo. (1900. Semayer Vilibalddal).
- Az állat-növénytan tanítása. Uo. 1902. (Különny. a Magyar Tanítóképzőből).
- Természetrajz a népiskolák V. oszt. számára 70 ábrával. Uo. 1906 és 1908. (Koch Ferenccel).